# Burke Byrnes
Burke Byrnes, född 9 december 1937 i Oceanside, Long Island, New York, är en amerikansk skådespelare.
Han har bland annat medverkat i Den onda dockan 3, Curly Sue och Air America. Han var även med i Landet för längesedan, där han bland annat gjorde rösten åt Herr Trehorn, Ceras far.